# Kölödlor
Kölödlor (Algyroides) är ett släkte ödlor som hör till familjen egentliga ödlor. 
Det finns fyra arter i södra Europa. Exemplaren kan tappa den ganska korta svansen och de kan byta färg beroende på årstid.
Dessa ödlor är aktiva på dagen och de vistas beroende på art på marken, gömda i lövskiktet eller på trädstammarnas nedre del. Släktets medlemmar ligger en tid i solen efter natten. De hittas ofta i galleriskogar och saknas i mycket sandiga regioner. Några arter lever på öar. Hannar försvarar sitt revir. Honor lägger ägg.

## Arter
- Algyroides fitzingeri - dvärgkölödla, auktor Wiegmann 1834, av Internationella naturvårdsunionen (IUCN) rödlistad som livskraftig (LC).[2]
- Algyroides marchi - spansk kölödla, auktor Valverde 1958, av IUCN rödlistad som starkt hotad (EN).[3]
- Algyroides moreoticus - grekisk kölödla, auktor Bibron och Bory 1833, av IUCN rödlistad som nära hotad (NT)[4]
- Algyroides nigropunctatus - dalmatisk kölödla, auktor Duméril och Bibron 1839, av IUCN rödlistad som livskraftig (LC).[5]